# Le Lioran
Le Lioran (appelée Super Lioran localement) est une station de sports d'hiver du Massif central située au cœur des monts du Cantal, en grande partie sur la commune de Laveissière.
Son domaine skiable, alternant entre forêts et sommets vierges, est un des mieux équipés du Massif central avec notamment le téléphérique du Plomb du Cantal emblématique de la station.

## Géographie

### Localisation
Le Lioran se situe au départ de la vallée en auge de l'Alagnon, au cœur du volcan du Cantal (plus grand volcan d'Europe) et du Parc des volcans d'Auvergne.
Historiquement et administrativement, il est rattaché au Valagnon (commune de Laveissière) en Haute-Auvergne. La station s'étend sur 150 ha, de 1 160 à 1 821 m d'altitude, principalement sur la commune de Laveissière mais aussi sur trois autres : Albepierre-Bredons (station de Prat de Bouc), Paulhac et Saint-Jacques-des-Blats.

### Climat
Le climat est de type montagnard. Le lieu reçoit 226 cm d'eau par an à 1 230 m d'altitude, soit près du record pluviométrique en France métropolitaine de 228 cm/an, et probablement encore davantage sur les sommets à plus de 1 800 m d'altitude (non mesuré), ce qui contribue à l'exceptionnelle verdure des paysages,. L'été, les journées sont chaudes et les nuits agréablement fraîches. L'hiver, le climat est très rude et les chutes de neige peuvent être importantes, bien que variables d'une saison à l'autre, si bien que cette saison dure de décembre à avril et que certaines névés peuvent subsister jusqu'en juillet, voire, quelques rares années, faire la jonction avec les chutes de neige de l'hiver suivant.

### Faune et flore

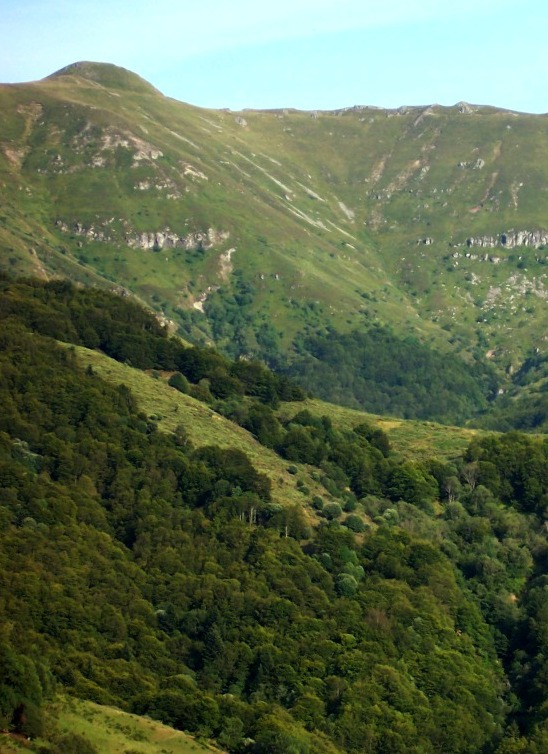
Le Plomb du Cantal domine le Lioran

Grâce à sa situation sur le volcan du Cantal, lui valant de faire partie du parc naturel régional des Volcans d'Auvergne, le Lioran présente un patrimoine naturel riche. Ses secteurs d'altitude (appelés estives) allant jusqu'à 1 855 mètres d'altitude, où se situent de nombreux sommets dont le Plomb du Cantal, le puy du Rocher, le Bec de l'Aigle et le téton de Vénus, présentent un intérêt floristique important et hébergent de nombreuses espèces rares. Cette caractéristique, typique des Monts du Cantal et dont le pastoralisme permet le maintien, lui vaut de faire partie de la Zone Natura 2000 du Massif Cantalien.
Sur les contreforts de ces montagnes se trouve une immense forêt, ponctuée par endroits de hêtres. Elle est composée des forêts communales du Lioran, de Belles-Aigues et de la forêt domaniale du Plomb du Cantal.
De nombreux cours d'eau, partant des secteurs d'altitude et traversant les forêts, sont présents sur le Lioran. Le plus important est l'Alagnon parcourant 85 km jusque dans le Puy-de-Dôme en passant par la Haute-Loire. Elle et ses affluents rejoignent l'Allier ainsi que le bassin de la Loire alors que la Cère rejoint le bassin de la Dordogne, le Lioran se présente donc comme la limite entre ces deux bassins. Les cours d'eau contribuent à la qualité des paysages avec la présence de plusieurs cascades et de gorges dont celle de l'Alagnon partant depuis le Lioran. Ces milieux sont remarquablement bien préservés et très poissonneux. D'ailleurs, la loutre, qui a quasiment disparu en France et en Europe, y a établi refuge, d'où le classement de l'Alagnon en Zone Natura 2000.
Tous ces milieux permettent la présence d'une faune riche et montagnarde. Dans les forêts, on retrouve le cerf (réintroduit en 1965) y établissant une des plus importantes populations de France, ainsi que d'autres cervidés comme la biche et le chevreuil, mais aussi le sanglier, le mouflon (introduit en 1959) et même le loup. Sur les sommets, on retrouve le chamois (introduit en 1978) et la marmotte (introduite en 1964).

### Accès

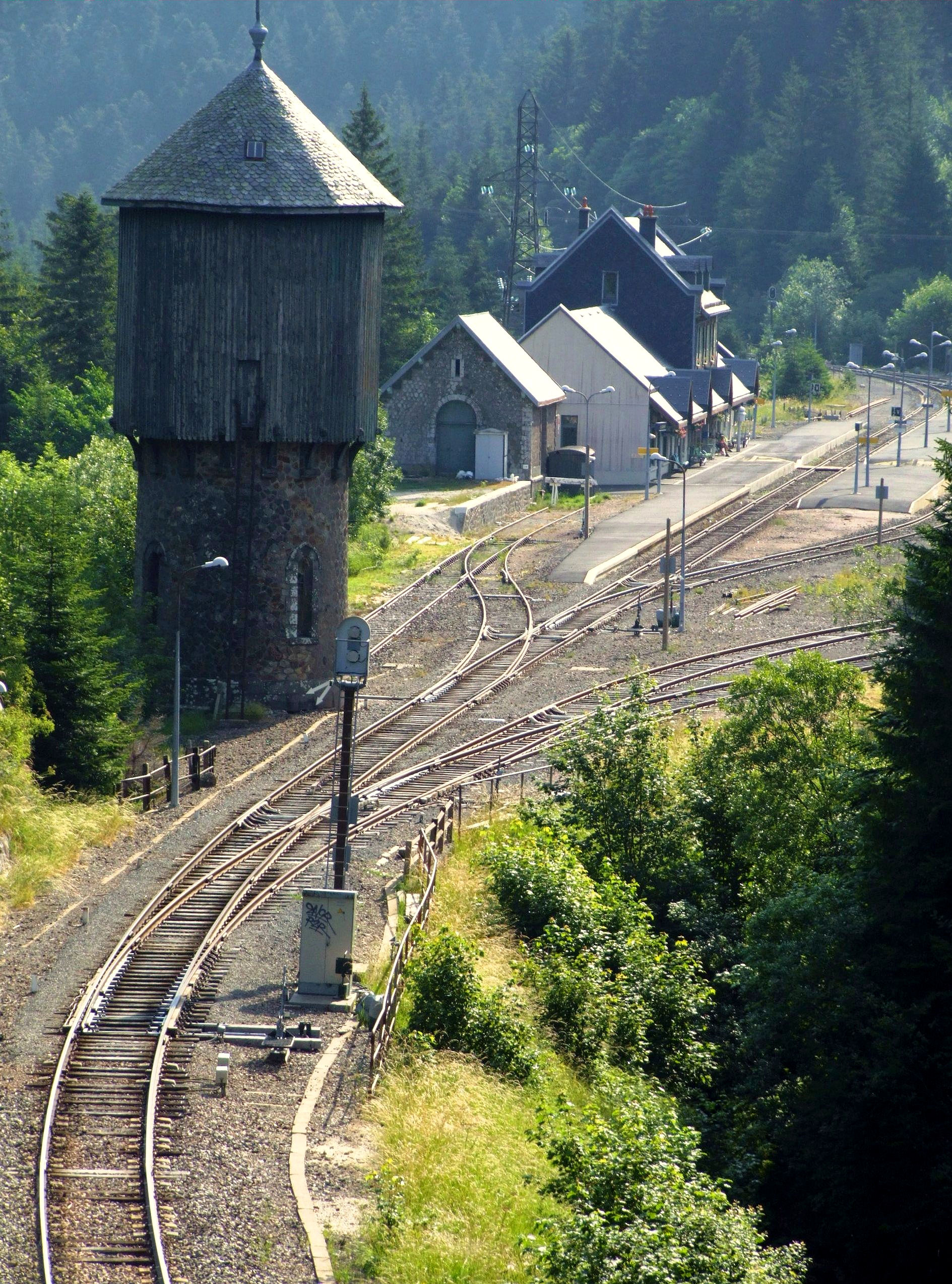
Gare du Lioran

- Par la route : le village du Lioran est traversé par la RN122 reliant Figeac à Massiac en passant par Aurillac et Murat. Pour accéder à la station, il faut prendre la D67. On peut accéder également au domaine skiable depuis le Col de Prat de Bouc (Station de Prat de Bouc ) par la D39 .
- Par le train : la gare du Lioran est desservie par la ligne ferroviaire de Figeac à Arvant traversant le Valagnon de manière parallèle à la RN122. C'est d'ailleurs la seule station en Europe où l'on peut partir ski aux pieds depuis et vers la gare (grâce au téléski et la piste de la gare). En correspondance quotidienne avec Aurillac, Saint-Flour et Clermont-Ferrand avec 24 arrêts par jour.

- Par avion : aéroport d'Aurillac à 30 km. En correspondance quotidienne avec Paris.

Un service de navette gratuite est mis en place pendant la saison touristique hivernale : un réseau de liaison intra-muros au Lioran tous les jours ; et un réseau de liaison avec les hameaux de Laveissière et de Saint-Jacques-des-Blats pendant les vacances scolaires d'hiver.
Il existe quatre portes pour accéder au domaine skiable : le centre station (prairie des Sagnes), Font d'Alagnon, Font de Cère et la station de Prat-de-Bouc.

## Histoire

### Une région hostile
Jusqu'au XVIIe siècle, le Lioran est un territoire inhabité et inexploré. Sa forêt, peuplée d'ours (jusqu'au XIVe siècle) et de loups, effraie les locaux et les visiteurs, et l'hiver, ce sont des congères qui rendent infranchissable le col de Font-de-Cère pendant neuf mois de l'année. Hormis les très rares passages des troupes royales par le col de Font-de-Cère dès le XIIIe siècle, l'homme ne va fréquenter le site qu'à partir du XVIIe siècle. En effet, c'est à cette époque que le cirque glaciaire de Font d'Alagnon, alors recouvert en totalité par la forêt de sapins, commence à être défriché. On y construit le buron de la Montagne du Lioran (le terme "montagne" désigne une terre d'estive). À cette époque, le Lioran appartient aux seigneuries de Chambeuil, de Combrelles et d'Anterroches qui ont décidé d'implanter dans la forêt une population de chèvre (qui a donné la race caprine de la chèvre beige rosé du Lioran) en réponse à la grande misère du Valagnon.
À la fin du XVIIIe siècle, la création de la route royale no 126 (aujourd'hui RN122), délaissant la Via Celtica, traversant le Lioran va faire de lui un lieu de passage. Mais le lieu reste redouté, d'autant plus que désormais les brigands s'attaquent aux passants, et les voyageurs préfèrent l'éviter en réutilisant le chemin de la Via Celtica.

### Les grands travaux
En pleine Révolution industrielle, le Lioran devient le centre des grands travaux d'aménagement du centre de la France. En 1839 commence un chantier considéré à l'époque comme titanesque. On décide d'éviter le passage au col en construisant le tout premier tunnel routier de France et le plus long du monde. Des centaines d'ouvriers viennent des quatre coins de l'Europe et creusent pendant quatre ans à la seule force des bras dans des conditions de travail épouvantables. Après 6 décès, 150 blessés dont 56 graves, 80 000 coup de mine tirés, 40 tonnes de poudre utilisées, 60 000 mètres cubes de blocs extraits et 3 millions de francs dépensés, le tunnel est inauguré en 1843 dans une euphorie générale qui se répand au-delà des frontières du département. On construit deux maisons de chef-cantonnier des deux côtés du tunnel ainsi que l'auberge Bertrand en 1859 (seule la maison de chef-cantonnier côté Aurillac subsiste, les deux autres constructions ont été détruites en 2004 à la suite des travaux du nouveau tunnel). Dans un premier temps sujet de bien des peurs, le tunnel devient une grande curiosité et voit se mêler aux passants le traversant des voyageurs de l'Europe entière.
En 1865, de nouveaux grands travaux d'aménagement vont être entrepris, ceux de la ligne de chemin de fer. Sous la direction de Wilhelm Nördling, des ouvriers de toute l'Europe, parfois les mêmes que pour le tunnel routier, vont construire des viaducs vertigineux, une gare, un château d'eau et un tunnel ferroviaire parallèle au tunnel routier pendant trois ans, après deux décès et 140 blessés. Ces travaux vont fortement développer le Valagnon dans le secteur de l'agriculture et surtout forestier. La construction de nombreux moulins à scie sur le lit de l'Alagnon de la Prairie des Sagnes jusqu'à Fraisse-Haut va d'ailleurs contribuer à une période de surexploitation.

### L'ère touristique

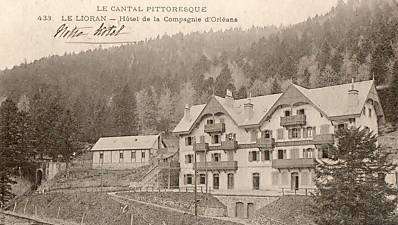
Hôtel luxueux de la Compagnie d'Orléans

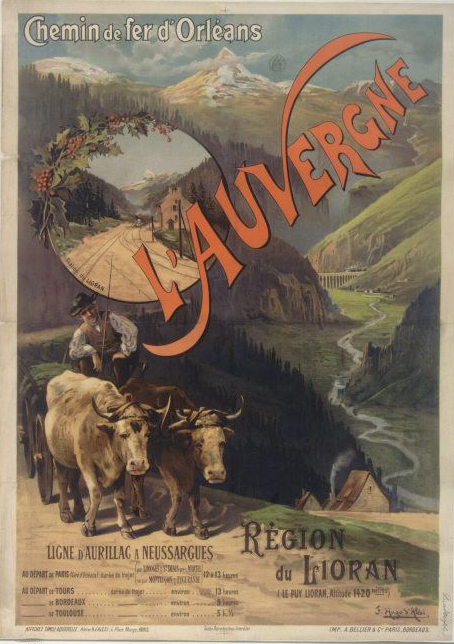
Affiche touristique du Lioran

Le potentiel touristique du Lioran va très vite être découvert et le premier hôtel (Hôtel Daude) est construit en 1896 suivi par le luxueux Hôtel des Touristes par la Compagnie d'Orléans 1899 (détruit en 2010). À partir de cette date, le Lioran connait une renommée grandissante et on voit descendre du train des bourgeois, des intellectuels, des poètes, des botanistes et des géologues. On construit même la chapelle Notre-Dame de la Paix en 1916 (détruite à la suite des travaux du nouveau tunnel). À partir de l'hiver 1906, le petit hameau assiste à l'arrivée de la pratique du ski. Même si l'histoire rapporte que le ski fut introduit en Auvergne à Besse, c'est au Lioran que l'activité va prendre son envol. Les Valagnons vont, après quelques railleries, fabriquer des skis et servir de moniteurs. L'activité continue à se développer avec la création du Ski Club du Lioran en 1908. Plusieurs grandes compétitions sont organisées au Lioran à cette époque.
La Seconde Guerre mondiale arrête momentanément l'aventure du Lioran. Durant cette période, le Lioran devient un haut lieu de la résistance couronné par la Bataille du Lioran.

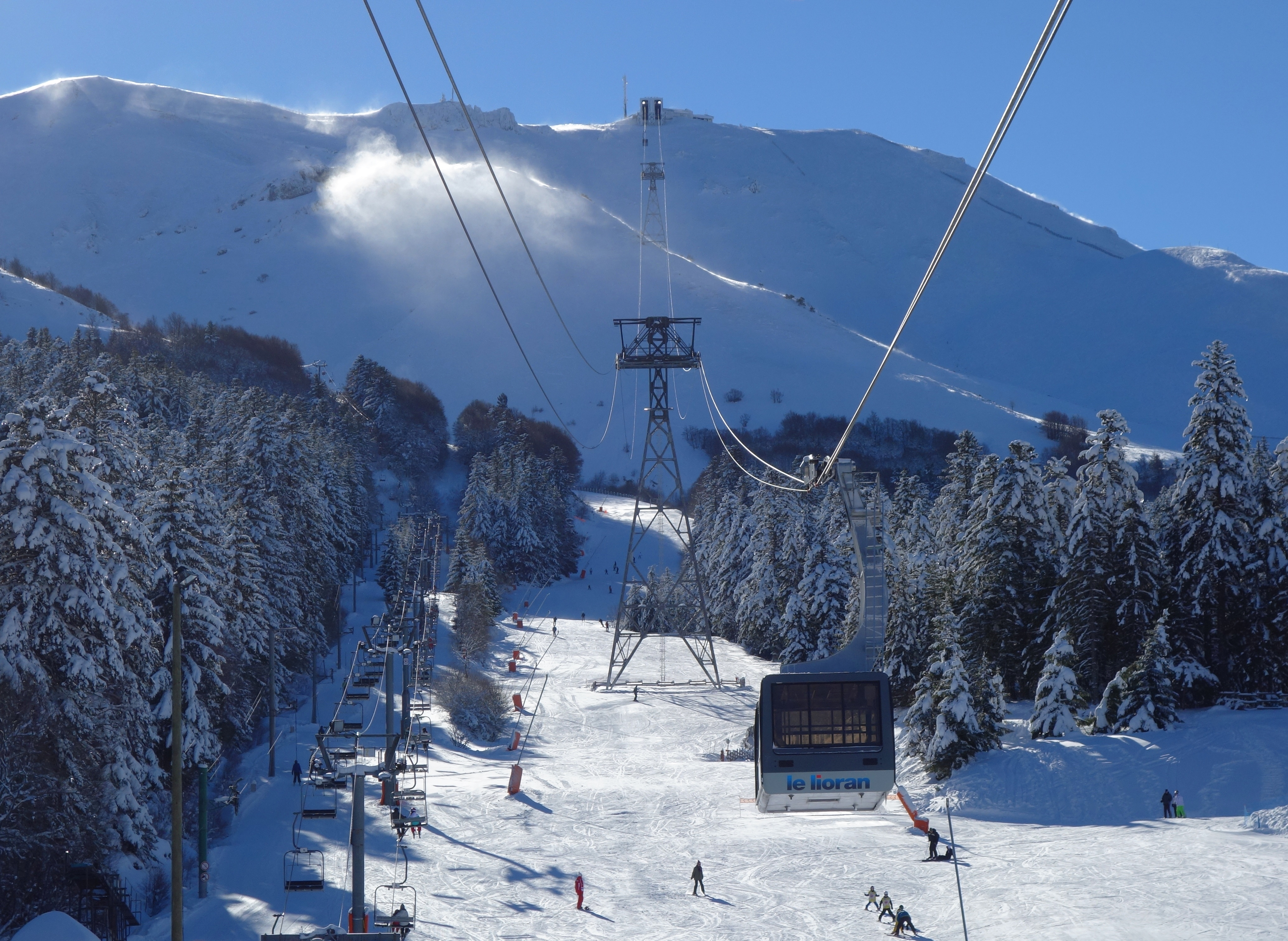
Le téléphérique du Plomb du Cantal

En 1947, un premier téléski est créé sur le Puy Massebœuf par un Aurillacois, Auguste Basile, à l'emplacement actuel du télésiège de Massebœuf. En 1961, le président du conseil général Hector Peschaud prend la décision de développer la station en la dotant des équipements nécessaires, avec l'appui de Georges Pompidou qui fait appel à des architectes urbanistes spécialistes de la montagne et à Emile Allais venant de réaliser la station de Courchevel. On décide d'installer le centre station sur la prairie des Sagnes et de construire un téléphérique. L'architecte Jean-Marc Legrand supervise l'aménagement de la prairie. La régie départementale est créée en 1965 sous la direction de Pierre Wolff. Pendant la construction du téléphérique, les téléskis de la Gare et du Remberter sont construits en 1966 desservant les pistes de la Gare, du Remberter et du Rocher du cerf. L'inauguration du téléphérique du Plomb du Cantal, le 14 juillet 1967 par le Premier ministre cantalien Georges Pompidou, marque le véritable lancement de la station. En janvier 1968, la flamme olympique fait une halte au Lioran lors de son parcours jusqu'à Grenoble. Se suivent les nombreux aménagements et construction avec notamment la Tour Sumène en 1971, le premier télésiège, celui de la Combe, en 1980 suivi en 1987 de l'installation de canons à neige, la patinoire en 1993 inaugurée par Surya Bonaly. En 1993, le Conseil Général confie la gestion de la station à la société privée de Transmontagne, pour finalement la reprendre en 2007 avec la Société d'économie mixte Super-Lioran Développement. Depuis 2009, un processus de promotion du Lioran est mis en place avec notamment : le parrainage de la championne olympique de descente Carole Montillet ; l'Oxygen Challenge organisé par ASO rassemblant des milliers de sportifs ; la journée de repos du Tour de France 2011 accueillant des dizaines de milliers de personnes dont de nombreuses personnalités ; la fête de la montagne…

## Station de montagne

### En hiver

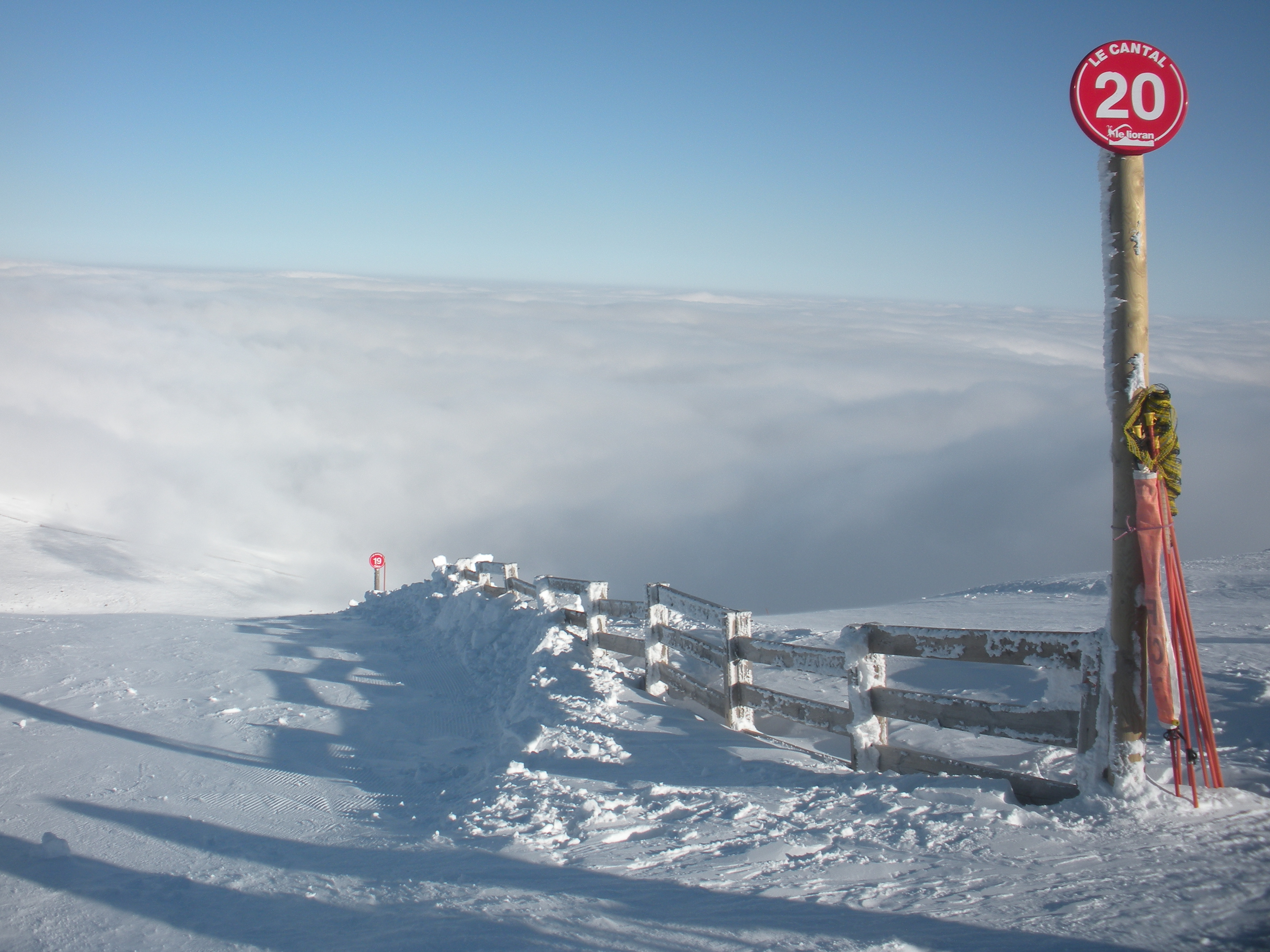
Secteur du Plomb du Cantal lors d'une mer de nuages

Le Lioran est une des plus importantes stations du Massif central avec le plus important nombre de pistes (44 dont 10 vertes, 15 bleues, 14 rouges et 5 noires), le parc de remontées mécaniques compte:(19 dont un téléphérique, 2 télésièges débrayables, 6 télésièges fixes, 6 téléskis, un télébaby, 2 tapis roulants), la plus vaste superficie (150 hectares) et le deuxième domaine de ski nocturne (3 pistes et le snowpark).

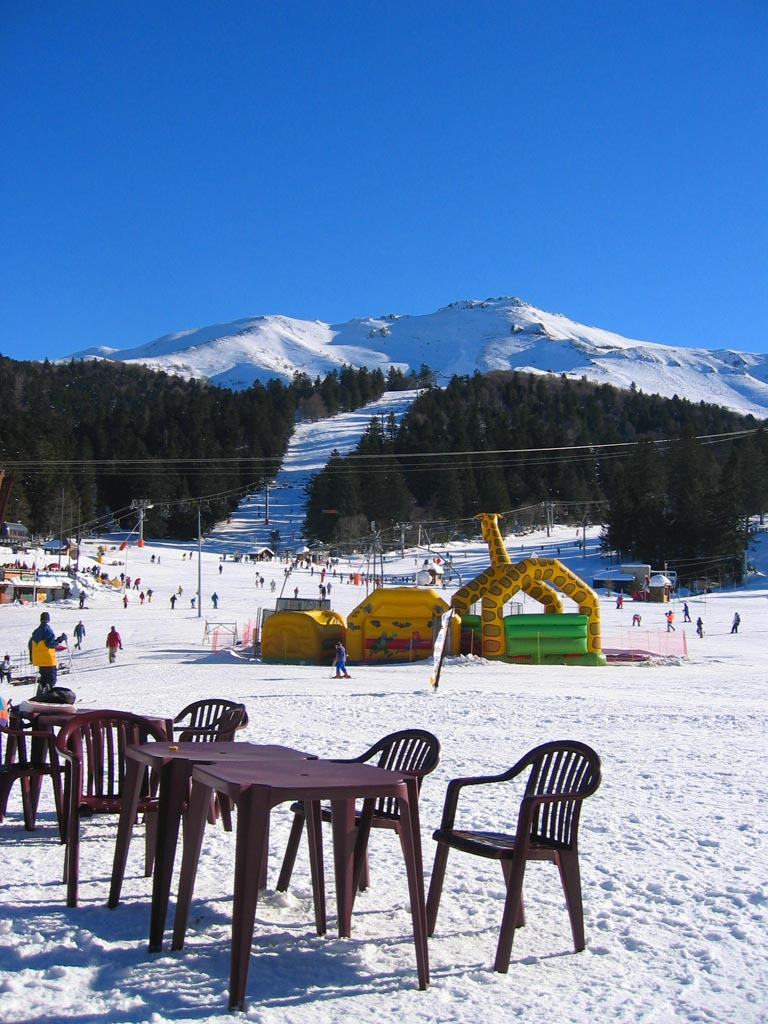
La piste du remberter, à droite on peut apercevoir la piste de la familiale

La station cantalienne familiale s'adresse aux débutants (un espace débutants de deux hectares avec 2 tapis roulants, un forfait spécial…) comme aux plus expérimentés (2 zones freeride à Font d'Alagnon et à la Combe, un snowpark avec un fil neige, un boardercross, un stade de slalom permanent et un espace nouvelles glisses pour le speed riding et le snowkite).
Nombre de canons à neige : 240 canons couvrant 100 % du cœur station et 30 % du domaine skiable.
| Pistes vertes (10)                | Pistes bleues (15)  | Pistes rouges (14) | Pistes noires (5) |
| --------------------------------- | ------------------- | ------------------ | ----------------- |
| La Familiale                      | Le Bois de Veyrière | Les Blocs          | L'Aiguillon       |
| La Font de Cère                   | Les Bruyères        | Le Cantal          | Les Crêtes        |
| La Gare                           | Le Buron            | Les Creux          | La Dujon no 6     |
| Les Gentianes                     | Les Genêts          | La Dujon no 5      | La Parallèle      |
| Champ de neige Mouflet            | Les Moutons         | Les Gardes         | Les Roches        |
| Champ de neige Prairie des Sagnes | Les Myrtilles       | Le Remberter       |                   |
| La Prat de Bouc                   | Le Pas des Alpins   | Le Griou           |                   |
| Champ de neige Prat de Bouc       | Le Piquet           | Les Marmottes      |                   |
| Le Puy du Rocher                  | Le Retour           | La Masseboeuf      |                   |
| Le Tunnel                         | Le Rocher du Cerf   | Les Mouflons       |                   |
|                                   | La Stade            | Le Nevé            |                   |
|                                   | Le Téton            | La Nouvelle        |                   |
|                                   | La Tombe du Père    | Le Slalom          |                   |
|                                   | La Traversée        | Les Sources        |                   |
|                                   | La Voie romaine     |                    |                   |

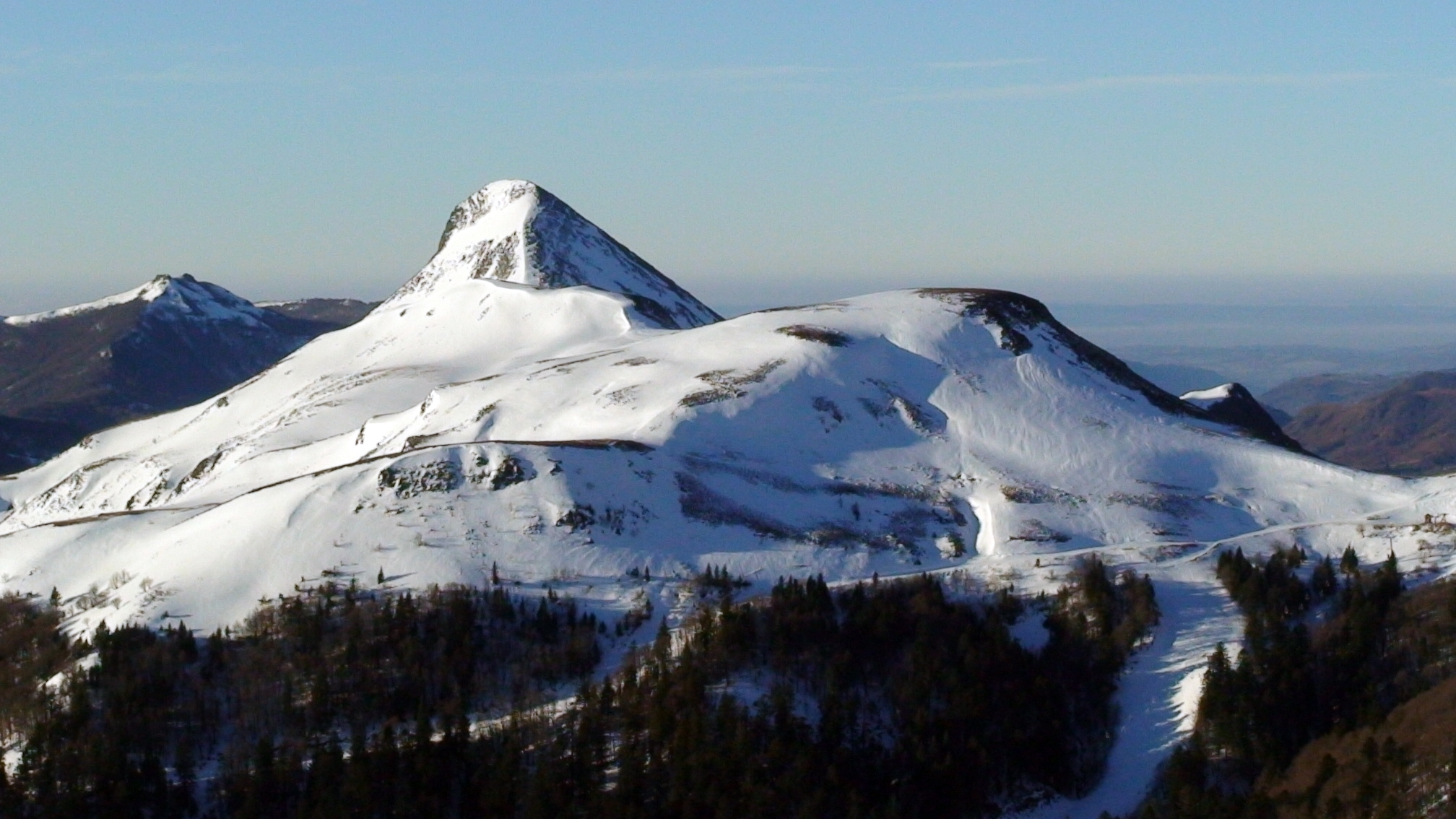
Le puy Griou surplombe la zone nordique du Lioran

La zone nordique du Lioran, au nord du Lioran, comprend une piste de 3,5 km tracée en classique et en skating variant de 1 195 à 1 300 m d'altitude et une porte d'entrée : Font d'Alagnon (commune de Laveissière). L'accès à la piste est gratuit.
| Nom de la piste | Couleur de la piste | Longueur            |
| --------------- | ------------------- | ------------------- |
|                 |                     |                     |
|                 |                     |                     |
| Bec de l'Aigle  | Rouge               | 3.4 km              |
| Col du Gliziou  | Orange              | 9.2 km aller/retour |

Depuis la Tombe du père, panorama vers la station de Prat-de-Bouc

Panorama de la station de Prat-de-Bouc depuis le sommet du téléski du Puy du Rocher

Le domaine nordique de Prat-de-Bouc / Haute-Planèze, au sud du Lioran, comprend 70 kilomètres de pistes tracées en classique et en skating (12 pistes dont 2 vertes, 5 bleues, 3 rouges et 2 orange) variant de 1 400 à 1 670 mètres d'altitude et 3 portes d'entrée : Prat-de-Bouc (commune de Albepierre-Bredons), le Ché (commune de Valuéjols) et la Planèze (commune de Laveissenet).
| Nom de la piste       | Couleur de la piste | Longueur |
| --------------------- | ------------------- | -------- |
| Le Lagnon             | Verte               | 2.4 km   |
| Les Rodes             | Verte               | 3.9 km   |
| Les Mouthes           | Bleue               | 5.9 km   |
| La Martynette         | Bleue               | 2.7 km   |
| Le Bois du Roy        | Bleue               | 2 km     |
| Les Près Marty        | Bleue               | 3.8 km   |
| Le Pas de Bœuf        | Bleue               | 3.8 km   |
| Alfred Jacomis        | Rouge               | 4.8 km   |
| Les Biches            | Rouge               | 8.6 km   |
| Le Puy du Rocher      | Rouge               | 6.7 km   |
| Le Ché par la forêt   | Orange              | 7.7 km   |
| Le Ché par le plateau | Orange              | 8.2 km   |

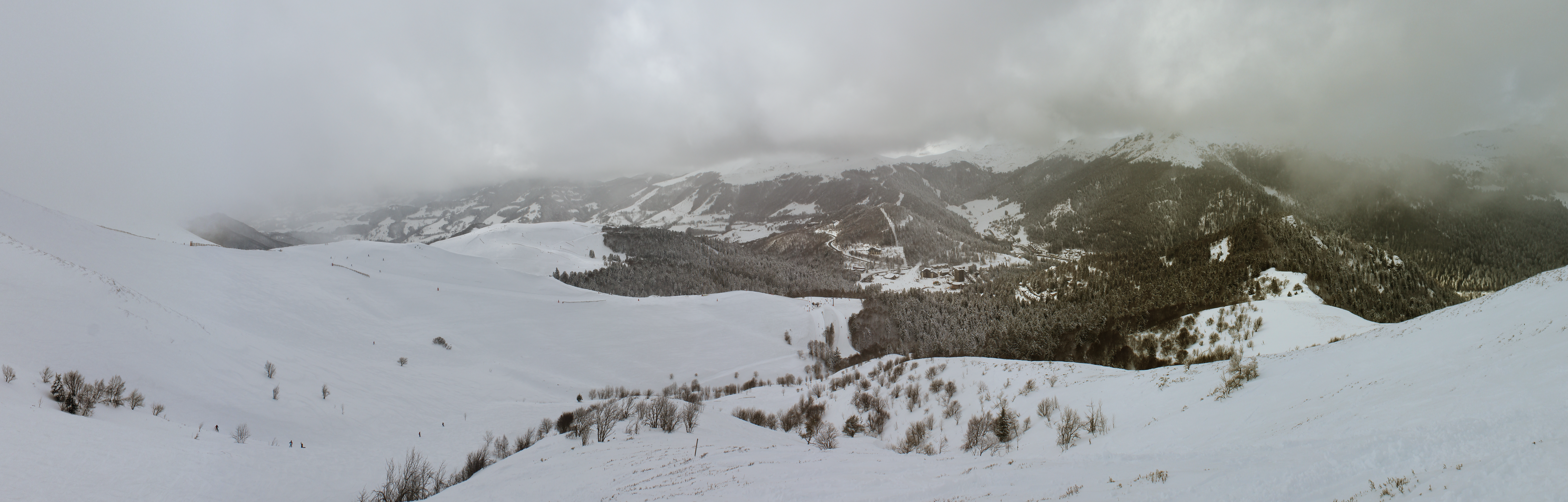
La station du Lioran depuis la piste de l'Aiguillon

La station propose plusieurs activités : ski de fond, ski de randonnée, cascade de glace, alpinisme, patinoire couverte, chiens de traîneaux, structures gonflables, raquettes, moto-neige, quad, luge sur rail, cinéma, balnéothérapie, biathlon, speed riding, snowkite, ski joëring…

### En été

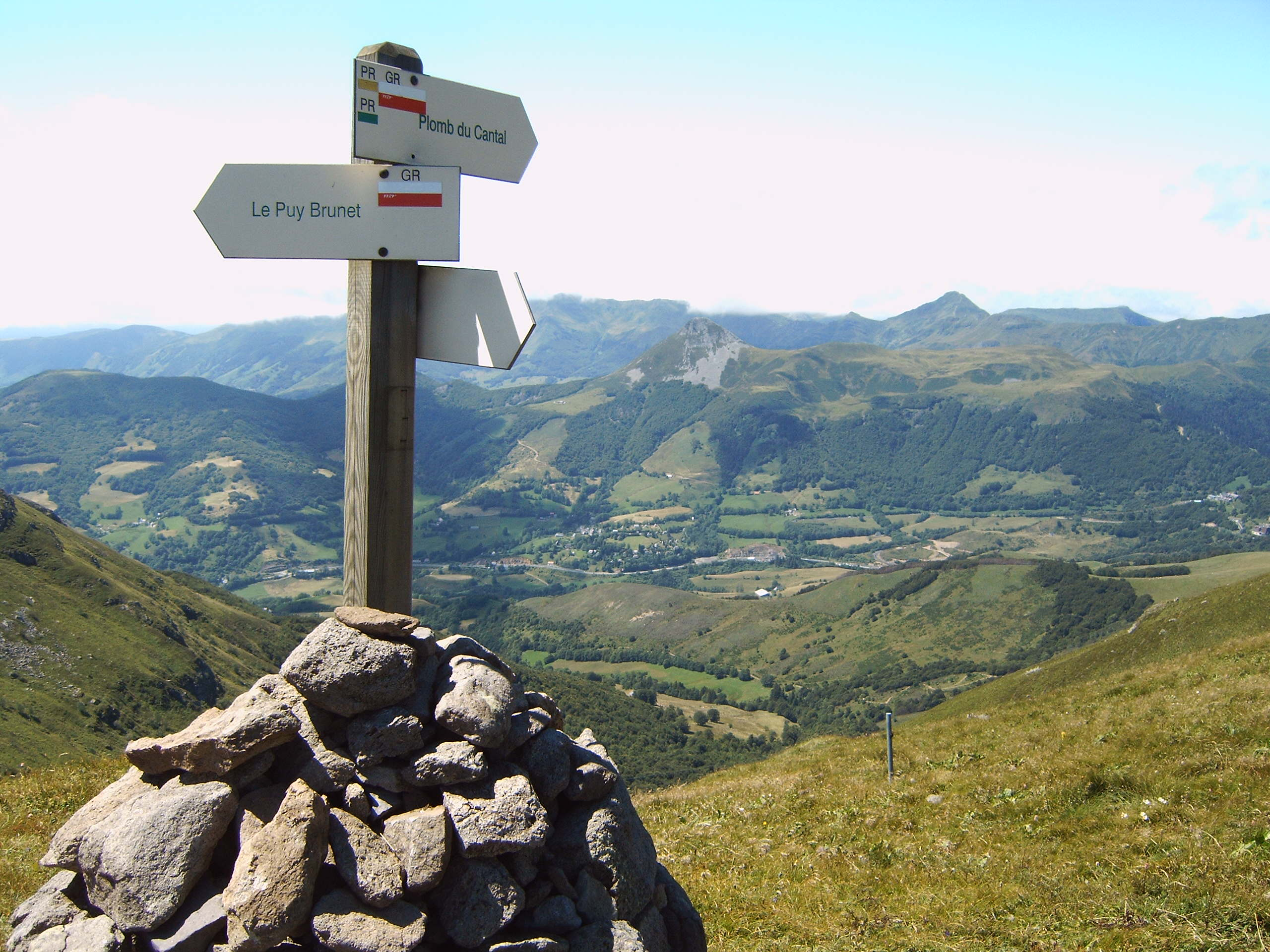
La randonnée au cœur du Volcan du Cantal

La station du Lioran possède le plus important domaine de VTT de descente du Massif central. Le téléphérique et le télésiège de Masseboeuf donnent accès à 16 pistes de VTT pour plus de 100 km (6 bleues, 5 rouges et 5 noires). Depuis 2011, un Bike Park a été construit à la prairie des Sagnes et accueille depuis 2012 le tout premier pumptrack de France. Depuis 2019 le télésiège du remberter est aussi ouvert l'été.
Pour la randonnée, 640 km de sentiers balisés et sécurisés sont proposés à travers tout le massif. Le Lioran est traversé par le chemin de Saint-Jacques-de-Compostelle, le GR 4 (reliant Royan à Grasse) et le GR 400 (Tour du Volcan du Cantal). Le téléphérique du Plomb du Cantal, infrastructure touristique la plus fréquentée d'Auvergne, permet d'accéder facilement au point culminant du département alors que le télésiège de Rombière permet d'atteindre le col pour rejoindre le puy Griou ou le puy Mary.

## Sport
Principal acteur sportif, le Ski club du Lioran, créé en 1908, est aujourd'hui un des plus importants clubs de ski en France.[réf. souhaitée] Avec 6 titres de champions de France citadins, un titre de champion d'Europe FIS, un sociétaire au Pôle France d'Albertville … il est le mieux classé du Massif Central et 18e sur 1227 à l'échelle nationale. Le club est parrainé par Carole Montillet, championne olympique de descente. Le club compte dans ses effectifs quelques espoirs du ski français.
De nombreux sportifs sont liés à la station (voir Personnalités liées à la station).
Actuels événements sportifs notoires
- L'UTPMA, course à pied (Ultra Trail 105km) depuis Aurillac avec ravitaillement au Lioran et passage au sommet du Plomb du Cantal, depuis 2016 ;
- La 1885, course à pied ou en ski du Lioran jusqu'au Plomb du Cantal, depuis 2013 ;
- Cantal'Y Cimes, manifestation d'alpinisme, depuis 2011 ;
- Trophée Emmanuel Bon, manifestation d'alpinisme, depuis 2003 ;
- Tournoi Eric Séruch, manifestation de hockey sur glace, depuis 1997 ;
- Manches de la Coupe d'Auvergne de VTT de descente ;
- Manches de la Coupe d'Auvergne de ski alpin ;

Anciens événements sportifs notoires
- Le Tour de France est arrivé au Lioran en 1975 (Michel Pollentier) et en 2016 (Greg Van Avermaet) et en 2024 (Jonas Vingegaard). Il a également traversé la commune en 2011 (émission ayant eu le plus d'audimat de l'édition 2011) du col de Cère de 3e catégorie (Johnny Hoogerland) jusqu'au col de la Chevade de 3e catégorie (Johnny Hoogerland) et a établi une journée de repos au Lioran le lendemain.
- Le Merrel Oxygen Challenge, course VTT et trail organisé par ASO, ayant eu lieu de 2008 à 2012 ;
- La Montée Auvergnate, compétition d'enduro moto, ayant eu lieu de 2003 à 2009 (avec la participation de Mickaël Pichon) ;
- Le Grand Prix International de Ski du Lioran (avec Michel Vion, Marc Girardelli et Patrice Ciprelli le mari de Jeannie Longo) ayant eu lieu en 1978, 1980 et 1995 ;
- La Course de côte du Haut Cantal, compétition de voitures, ayant eu lieu de 1976 à 1991 ;
- Manches du Championnat de France de moto, ayant eu lieu en 1974, 1975 et 1976 ;
- Championnat de France des catégories minimes et cadets (avec le père de Jean-Baptiste Grange et Michel Dujon, avec une large couverture médiatique) ayant eu lieu en 1972 ;
- La Coupe de la Louve, manifestation de ski affrontant les élèves des écoles de Laveissière, Albepierre-Bredons, Chalinargues, Dienne, Lavigerie et Murat ayant eu lieu dans la deuxième moitié du xxe siècle ;
- Compétition au Plomb du Cantal, le 20 mars 1937 : la descente est extrêmement difficile et seulement un seul skieur atteint la ligne d'arrivée
- 5e concours international (France, Italie, Suisse, Norvège et Suède) du 10 au 15 février 1911  : 7 000 personnes sont présentes ;
- Course militaire, le 14 février 1910
- Concours de saut, le 3 février 1910

## Culture

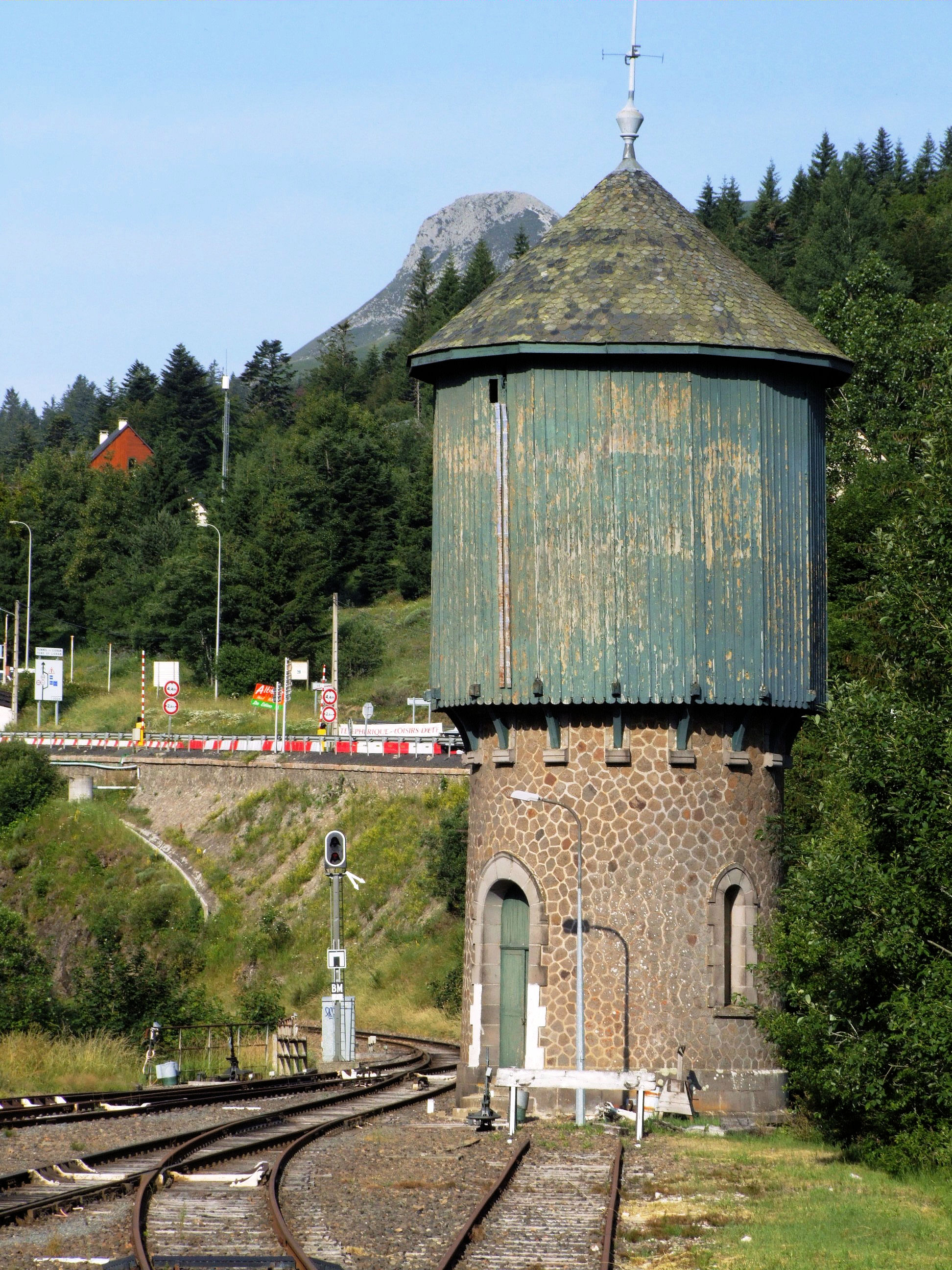
Le château d'eau classé Monuments Historiques.

### Lieux et monuments
- Buron de Font d'Alagnon : construction du XVIIe siècle. À l'abandon.
- Buron de Meije-Costes : construction du XVIIIe siècle. Transformé en refuge.
- Buron du Baguet : construction du XVIIIe siècle. Transformé en restaurant.
- Buron du Remberter : construction du XVIIIe siècle. En ruines.
- Tunnel routier du Lioran : construction de 1843. Premier tunnel de France et plus long tunnel du monde à l'époque.
- Tunnel ferroviaire du Lioran : construction de 1868. En service.
- Château d'eau du Lioran : construction de 1868. Classé Monuments Historiques.
- Gare du Lioran : construction de 1868. En service.
- Maison du chef-cantonnier côté Aurillac : construction de 1843.
- Hôtel Daude : construction de 1896.
- Stèle du Lioran : en hommage aux onze morts de la Bataille du Lioran.
- Téléphérique du Plomb du Cantal : construit en 1967 et inauguré par Georges Pompidou. Infrastructure touristique la plus fréquentée d'Auvergne.
- Nouveau tunnel routier du Lioran : construction de 2007.
- École départementale de Secours et d'Incendies : construite en même temps que le nouveau tunnel du Lioran dans le but de former les Jeunes Sapeurs Pompiers, les Sapeurs Pompiers Volontaires et les Sapeurs Pompiers Professionnels. On y effectue également des Formations de Maintien des Acquis. Dans les locaux, on trouve un CEPARI (Centre d'Entraînement au Port de l'Appareil Respiratoire Isolant), une tour d'entraînement pour le LSPCC (Lot de Sauvetage et de Protection Contre les Chutes), des hébergements, des salles de sports, des salles de théorie et un foyer. Cette école est actuellement désaffectée.

### Littérature
- Jean Anglade, Les Puysatiers, Presse de la Cité, 2001,  (ISBN 978-2258055018)

### Films
- La Cité de l'indicible Peur (1964), réalisé par Jean-Pierre Mocky, tourné en partie au Lioran lorsque Bourvil part pour Barges (en réalité Salers), arrive à la gare, cherche un taxi devant le tunnel et le traverse.
- Deux automnes trois hivers (2013), réalisé par Sébastien Betbeder, tourné en partie dans le village du Lioran et de Laveissière et présenté au Festival de Cannes 2013.

### Personnalités
- Wilhelm Nördling (1821-1908) : ingénieur allemand, a dirigé la construction du tunnel ferroviaire,
- Jean Pagès-Allary (1863-1926) : archéologue, est un des précurseurs du tourisme hivernal au Lioran
- Hector Peschaud (1895-1968) : ancien sénateur et président du Conseil général du Cantal, est à l'origine de création de la station,
- Émile Allais (1912-2012) : skieur français (titré Gloire du sport), a esquissé l'aménagement de la station et du domaine,
- Georges Pompidou (1911-1974) : homme politique, a soutenu la création de la station,
- Thierry Lhermitte (1952- ) : acteur, est un ambassadeur de la station,
- Antoine Cayrol (1966- )  : alpiniste reconnu, est accompagnateur en montagne et moniteur de ski au Lioran,
- Sébastien Foucras (1971- ) : skieur acrobatique français, a appris à skier au Lioran,
- Carole Montillet (1973- ) : skieuse française, est la marraine de la station.

Il y a aussi les personnalités venues lors d'un séjour : celle du Tour de France (Raymond Poulidor, Jean-Pierre Castaldi, Michel Pollentier, Nelson Monfort, Bernard Hinault, Marc Maury, Christian Prudhomme, Laurent Luyat, Anggun et Carinne Teyssandier), celle pour d'autres compétitions sportives (Michel Vion, Marc Girardelli, Dawa Dachhiri Sherpa, Mickaël Pichon, Gil Besseyre, Cédric Gracia et Julien Absalon), celle pour motif personnel (Valéry Giscard d'Estaing, Haroun Tazieff, Gérard Klein, ...), celles pour motif officiel (Surya Bonaly pour l'inauguration de la patinoire en 1993, Claudie Haigneré pour le premier coup de pioche pour la construction du nouveau tunnel, Dominique Bussereau pour l'inauguration du nouveau tunnel ...), celles en villégiature (Pierre Laval, Arsène Vermenouze, Emmanuel des Essarts, Jean Pagès-Allary, ...), celles pour un tournage (Bourvil et Jean-Pierre Mocky, Sébastien Betbeder, ...) ...[réf. nécessaire]